# Werner Forssmann
Werner Theodor Otto Forssmann (alternatieve spelling Forßmann) (Berlijn, 29 augustus 1904 – Schopfheim, 1 juni 1979) was een Duitse arts en Nobelprijswinnaar.

## Biografie
Forssmann, geboren in Berlijn, was de zoon en enig kind van Julios en Emmy Hindenberg Forssmann. Na het Askanische Gymnasium in Berlijn besloot Werner, aangespoord door zijn oom die huisarts was net buiten Berlijn, om medicijnen te studeren aan de Friedrich-Wilhelms-Universiteit, alwaar hij in 1929 afstudeerde. Zijn thesis over de effecten van geconcentreerde lever op de behandeling van pernicieuze anemie, een kwaadaardige bloedarmoede, markeerde de wijze voor zijn latere experimenten omdat hij zichzelf als proefpersoon gebruikte. Na zijn afstuderen werkte hij bij een private vrouwenkliniek in Spandau voordat hij via familieconnecties een positie verwierf bij het Auguste-Victoria-Klinik, het huidige Werner-Forßmann-ziekenhuis, in Eberswalde.
Aan hem wordt de eerste aanbrenging van een katheter in een menselijk hart toegeschreven. Deze operatie werd door Forssmann in 1929 uitgevoerd, terwijl hij werkte in Eberswalde. Hij gebruikte zichzelf als proefpersoon voor de operatie. Hij plaatste een katheter in een ader van zijn eigen arm, en schoof deze vandaar in de rechter atrium van zijn eigen hart. Hij ging vervolgens meteen naar de radiologie-afdeling voor een röntgenfoto als bewijs. Hoewel hij om deze reden werd ontslagen bij een ander ziekenhuis, leverde het succes hem wel de Nobelprijs voor de Fysiologie of Geneeskunde op in 1956. Hij deelde de prijs met André Cournand en Dickinson Richards.
Forssmann was gehuwd met de arts Elsbet Engel. Uit het huwelijk werden vijf zonen (Klaus, Knut, Jörg, Wolf-George en Bernd) en een dochter (Renate) geboren.